# Gilardi e Noto
Gilardi e Noto è stata una casa editrice italiana fondata a Milano nel 1933 da Ferdinando Visco Gilardi (figlio dell'investigatore privato Giuseppe Visco Gilardi) e Fausto Noto. La sede era in una delle due ali sporgenti di Palazzo Reale, verso Piazza del Duomo, abbattute nel 1935 per la costruzione del Palazzo dell'Arengario. Fu attiva soprattutto come libreria, frequentata da intellettuali antifascisti come Lelio Basso e Riccardo Bauer. Tra i frequentatori della libreria anche Giuseppe Gangale che, chiusa dal regime fascista la sua casa editrice Doxa, le diede in gestione il magazzino librario. La casa editrice pubblicò fino al 1934; la libreria chiuse poco dopo, in seguito all'abbattimento della sede. Tra i libri pubblicati dalla casa editrice si ricordano, nel 1933, La Chiesa romana, di Ernesto Buonaiuti e Motivi spirituali platonici, di Giuseppe Rensi; nel 1934 La Mennais, di Paolo Treves e Orientamenti: piccoli saggi di filosofia politica, di Benedetto Croce.
Ferdinando Visco Gilardi, divenuto in seguito dirigente aziendale a Bolzano, verrà coinvolto dall'amico Lelio Basso nell'attivo antifascismo.